# Sukasto Efendi
Sukasto Efendi là một cầu thủ bóng đá người Indonesia hiện tại thi đấu cho Perseru Serui ở vị trí thủ môn.